# 幌茶登山
幌茶登山（日语：／）或拉斯舒阿火山（俄语：Вулкан Расшуа）是罗处和岛的山峰，属萨哈林州北库里尔斯克区，海拔956米。山坡上有草地、矮小的匍匐桦树和桤木。有记录以来唯一一次喷发是在1846年。